# Order Korony (Holandia)
Order Korony (niderl. Kroonorde) – order domowy Królestwa Niderlandów powstały 30 listopada 1969 w wyniku podziału Orderu Domowego Orańskiego. Przyznawany jest wyłącznie obcokrajowcom za osobiste zasługi dla monarchy lub rodu królewskiego.
Podzielony jest na pięć klas i trzy medale:
- Krzyż Wielki (Grootkruis), dawniej Krzyż Wielki Honorowy (Groot Erekruis),
- Krzyż Wielki Honorowy z Gwiazdą (Groot Erekruis met plaque), dawniej Wielki Oficer (Grootofficier),
- Krzyż Wielki Honorowy (Groot Erekruis), dawniej Komandor (Commandeur),
- Krzyż Honorowy z Rozetką (Erekruis met rozet), dawniej Oficer (Officier),
- Krzyż Honorowy (Erekruis), dawniej Kawaler (Ridder),
- Złoty Medal Honorowy (Eremedaille in goud),
- Srebrny Medal Honorowy (Eremedaille in zilver),
- Brązowy Medal Honorowy (Eremedaille in brons)[1][2][3].

Odznaka orderowa dla I–III kl. ma wymiary 68 × 54 mm, dla IV–V kl. 48 × 39 mm, medal ma średnicę 30 mm, czteropromienna gwiazda orderowa dla klas I–II ma średnicę 90 mm, wielka wstęga I kl. ma szerokość 101 mm dla mężczyzn i 70 mm dla kobiet, wstęga komandorska II–III kl. ma 55 mm szer., a wstążka IV–V kl. ma 39 mm szer.
W latach 1969–2012 nadano łącznie 975 krzyży i medali:
| Klasa lub stopień:              | Liczba nadań: |
| Krzyż Wielki                    | 101           |
| Krzyż Wielki Honorowy z Gwiazdą | 88            |
| Krzyż Wielki Honorowy           | 99            |
| Krzyż Honorowy z Rozetką        | 117           |
| Krzyż Honorowy                  | 83            |
| Złoty Medal Honorowy            | 159           |
| Srebrny Medal Honorowy          | 193           |
| Brązowy Medal Honorowy          | 144           |